# 역색인
컴퓨터 과학에서 역색인, 역 인덱스(inverted index), 역 파일(inverted file)은 낱말이나 숫자와 같은 내용물로부터의 매핑 정보를 데이터베이스 파일의 특정 지점이나 문서 또는 문서 집합 안에 저장하는 색인 데이터 구조이다. 역색인의 목적은 문서가 데이터베이스에 추가될 때 늘어나는 처리를 위해 빠른 전문 검색을 가능케 하는 것이다. 역 파일은 색인이 아닌, 데이터베이스 파일 그 자체를 가리킬 수도 있다. 문서 검색 시스템에 쓰이는 가장 대중적인 데이터 구조로서, 이를테면 검색 엔진과 같은 대규모에 쓰인다. 일부 중요한 일반 목적 메인프레임 기반 데이터베이스 관리 시스템들은 역색인 구조를 사용해 왔으며 아다바스, 데이터콤/DB, 모델 204 등이 있다.
역색인은 두 가지 주된 종류가 있다: 레코드 단위의 역색인, 낱말 단위의 역색인

## 같이 보기
- 벡터 공간 모델

## 참조
- Knuth 1997, 560–563 of section 6.5: Retrieval on Secondary Keys쪽

1. ↑  Zobel, Moffat & Ramamohanarao 1998
2. ↑  Baeza-Yates & Ribeiro-Neto 1999, 192쪽